# Gáspár Imola
Gáspár Imola (Nyújtód, 1955. július 12. –) romániai magyar színésznő.

## Életpályája
Romániában, Nyújtódon született, 1955. július 12-én. Színészi diplomáját 1979-ben vehette át Marosvásárhelyen, a Szentgyörgyi István Színművészeti Intézetben. Pályáját Sepsiszentgyörgyön az Állami Magyar Színháznál kezdte. 1981–től a Temesvári Állami Magyar Színház tagja volt. 1986-tól a Marosvásárhelyi Nemzeti Színház művésze volt. Gazdag érzelemvilága lírai és karakterszerepek megelevenítésére egyaránt alkalmassá teszi. 1993-tól Magyarországon, szabadafoglakozású művészként szerepelt a Gyulai Várszínházban, a Kisvárdai Várszínházban, a Nevesincs Színház előadásain illetve a Nemzeti Színházban. 1996 és 1998 között a Ruttkai Éva Színházban játszott. 2001-től az Evangélium Színházban, 2003-ban a Temesvári Csiky Gergely Színházban lépett színpadra. 2005-ben a Jóban Rosszban című sorozatban Hatházy Villőt alakította. 2010 óta Londonban él.

## Fontosabb színházi szerepeiből
- William Shakespeare: Hamlet... Gertrud
- Shakespeare: A windsori víg nők... Pagené
- Friedrich Schiller: Ármány és szerelem... Lady Milford
- Gabriel García Márquez: Száz év magány... Pilar Ternera
- Makszim Gorkij: Éjjeli menedékhely... Násztya
- Nyikolaj Vasziljevics Gogol: A revizor... Posljopkina, lakatosné
- Gabriela Zapolska: Dulska asszony erkölcse... Henriette
- Aurel Baranga: Jelmezben... Manuela, színésznő
- Robert Bolt: Egy ember az örökkévalóságnak (Morus Tamás)... Alice More
- Stanisław Wyspiański: Menyegző... Czepcowa, Czepiec felesége
- Hans Christian Andersen: 	A kis gyufaáruslány... Anya
- Grimm fivérek: Hamupipőke... Gazdagné, Emerencia, a gonosz mostoha
- Brian Clark: Mégis, kinek az élete?... Dr. Barr, pszichiáter főorvosnő
- Efrájim Kishon: A házasságlevél... Jaffa, szomszédnő
- Madách Imre: Mózes... Cippóra; Mária
- Jókai Mór: A kőszívű ember fiai... Baradlayné
- Székely János: Vak Béla király... Ilona királynő, Béla felesége
- Herczeg Ferenc: A híd... Crescencia
- Sütő András: Balkáni gerle... Leánybecsületi banyabanda(tag)
- Sütő András: Az ugató madár... Rhédei Klaudia grófnő
- Tamási Áron: Csalóka szivárvány... Berta
- Méhes György: S.O.S.! avagy ki változik sóbálvánnyá?... Pipike
- Babay József: Három szegény szabólegény... Posztóné

## Filmek, tv
- Duios Anastasia trecea (1980)
- Destine romantice (1981)
- A kígyó jele 1981)
- Prea tineri pentru riduri (1982)
- Flacari pe comori (1988)
- Rochia alba de dantela (1989)
- Ördögváltozás Csíkban (1993)
- A windsori víg nők (1994)
- Offenbach titkai (1996)
- A Szórád-ház (1997)
- Szabadság tér '56 (1990)
- A kis utazás (2000)
- Feri és az édes élet (2001)
- Amerikai rapszódia (2001)
- Szerelem és árulás (2002)
- Dracula (2002)
- Barátok közt (2003)
- Szeret, nem szeret (2003)
- A szeretet erejével (2003)
- Kontroll (2003)
- A ház (2004)
- Rap, revü, Rómeó (2004)
- Fekete kefe (2004)
- Szerencsés ember (2005)
- Jóban Rosszban (sorozat) (2005)
- Mutig in die neuen zeiten: Im reich der reblaus (2005)
- Konyec – Az utolsó csekk a pohárban (2007)
- Mrs. Ratcliffe forradalma (2007)
- Painkiller Jane (2007)
- Született lúzer (sorozat) Tüzes víz című rész (2007)
- Se18 (2012)
- Sable Fable (2013)
- Angels (2014)
- Hurt's Rescue (2014)
- Myth Hunters (2015)
- Nike Vapourfly – Bungee (2018)
- Demon (2018)
- A British Exorcism (2018)